# Тендерний комітет
Тендерний комітет — службові, посадові та інші особи замовника, призначені відповідальними за організацію та проведення процедур закупівлі згідно з Законом України «Про публічні закупівлі» та Примірним положенням «Про тендерний комітет або уповноважену особу (осіб)», затвердженим наказом Міністерства економічного розвитку і торгівлі України від 30.03.2016 № 557.
1. Склад комітету, зміни до складу та положення про нього затверджуються рішенням замовника;
2. Метою створення комітету є організація та проведення процедур закупівель на засадах колегіальності та неупередженості;
3. До складу комітету входять не менше п'яти осіб. У разі якщо кількість службових (посадових) осіб у штатній чисельності працівників замовника є менше ніж п'ять осіб, до складу комітету мають входити всі службові (посадові) особи замовника.

Реалізовує такі функції:
- планування закупівель, складання та затвердження річного плану закупівель;
- здійснення вибору процедури закупівлі та її проведення;
- забезпечення рівних умов для всіх учасників, об'єктивний та чесний вибір переможця;
- забезпечення складання, затвердження та зберігання відповідних документів з питань публічних закупівель, визначених Законом;
- забезпечення оприлюднення інформації та звіту щодо публічних закупівель відповідно до Закону;
- надання роз'яснення особам, що виявили намір взяти участь у процедурі закупівель, щодо змісту тендерної документації у разі отримання відповідних запитів;
- здійснення інших дій, передбачених Законом.